# Antonio Martino
Antonio Martino (22. prosince 1942 Messina – 5. března 2022 Řím) byl italský politik a zakládající člen středopravicové strany Forza Italia, za kterou vykonával v roce 1994 pozici ministra zahraničí a mezi léty 2001 a 2006 pozici ministra obrany.

## Život a kariéra
Narodil se v Messině a byl synem Gaetana Martina (1900–1967), italského ministra zahraničí v letech 1954–1957 a významného člena Italské liberální strany (PLI).
Martino získal v roce 1964 titul doktora práv na právnické fakultě Messinské univerzity a poté v letech 1966–1968 absolvoval postgraduální studium ekonomie na Chicagské univerzitě, kde byl studentem významného ekonoma Miltona Friedmana. Po ukončení studia zahájil svou kariéru jako hostující profesor v Římském centru Loyola University v Chicagu. Poté, co se v roce 1976 stal profesorem, působil Martino na univerzitách v Messině, Bari, Neapoli a Sapienza v Římě.
Od roku 1992 také působil Martino jako profesor ekonomie na katedře politologie římské univerzity LUISS. Od roku 1978 působil jako odborný asistent v The Heritage Foundation a od roku 1990 byl členem redakční rady časopisu Cato Journal. Napsal 11 knih a více než 150 článků a statí z oblasti ekonomické teorie a politiky. Pravidelně přispíval do řady italských i zahraničních periodik a novin a do italských i mezinárodních televizních a rozhlasových pořadů. Pracoval jako redaktor řady italských novin (La Stampa, Il Sole 24 Ore, Mondo economico, L'Opinione, Il Giornale, Quotidiano Nazionale Nazione-Giorno-Carlino) a jeho bi-linky se objevovaly v mezinárodních publikacích, jako jsou The Wall Street Journal, The Times, Le Figaro, Neue Zürcher Zeitung, The American Spectator, Economic Affairs a další.
Jako poslanec italského parlamentu byl poprvé zvolen v roce 1994, a poté byl znovu zvolen v letech 1996 a 2001. V polovině 80. let kandidoval na tajemníka Italské liberální strany, ale neuspěl.
V letech 1988–1990 byl Martino předsedou Montpelerinské společnosti, sdružení liberálních a ultraliberálních ekonomů, založené v roce 1947 Fridrichem Augustem von Hayekem. V devadesátých letech napsal v italštině knihu Stato Padrone, v níž vyložil své myšlenky volného trhu.
Byl jedním ze zakladatelů strany Forza Italia. Byl ministrem zahraničních věcí v první vládě premiéra Silvia Berlusconiho (1994-1995) a ministrem obrany, když se Berlusconi vrátil k moci (2001–2006).
Martino byl také tajemníkem vědeckého výboru Nadace Itálie-USA. V roce 2005 mu ministerstvo obrany Spojených států amerických udělilo medaili za zásluhy o veřejnost.
Martino byl ženatý a měl dvě dcery. Zemřel v Římě 5. března 2022 ve věku 79 let.